# Divizia 1 Vânători (1918-1920)
Divizia 1 Vânători a fost o mare unitate de infanterie, de nivel tactic, din Armata României, care a participat la acțiunile militare postbelice, din perioada 1918-1920, fiind formată din Brigăzii 1 Vânători,  Regimentul 1 Vânători,  Regimentul 5 Vânători, Brigăzii 2 Vânători,  Regimentul 4 Vânători, Regimentul 6 Vânători și Brigada 23 Artilerie, Regimentul 23 Artilerie  . :p. 315

## Compunerea de luptă
În perioada campaniei din 1919, divizia a avut următoarea compunere de luptă::p. 333
- Brigada 1 Vânători – comandant: General Dumitru Nicolescu.

- Regimentul 1 Vânători - comandant: colonel Basarabescu Victor

- Batalion 1 - comandant: cpt Țenovici N
- Batalion 2- comandant: maior Bălănescu P.

- Regimentul 5 Vânători - comandant: locotenent-colonel Gagiu V. 

- Batalion 1 - comandant: maior Piscureanu C.
- Batalion 2 - comandant: maior Pârâianu Emil

- Brigada 2 Vânători – comandant: Colonel Pirici Th.

- Regimentul 5 Vânători - comandant: colonel Beloiu Stroe 

- Batalion 1 - comandant: căpitan Eliad I.
- Batalion 2 - comandant: locotenent-colonel Petrovicescu C.

- Regimentul 5 Vânători - comandant: locotenent-colonel Dubert N.

- Batalion 1 - comandant: maior Ioanovici Rom..
- Batalion 2 - comandant: maior  Anghelescu I.

- Brigada 23 Artilerie – comandant: Colonel Macarovici

- Regimentul 23 Artilerie – comandant: colonel Vlădescu

- Divizionul 1 - comandant: maior Dumitrescu D.
- Divizionul 2 - comandant: maior Popescu Oct.

## Participarea la operații

### Campania anului 1919
În cadrul acțiunilor militare postbelice,  Divizia 1 Vânători a participat la Operația ofensivă la vest de Tisa. :p. 447 , operațiunile armatei române de eliberare a Transilvaniei (noiembrie 1918 — ianuarie 1919)

## Comandanți
- General Aristide  Lecca